# Pescenniusz Niger
Gajusz Pescenniusz Niger, Gaius Pescennius Niger Iustus (ur. 135/140 w Akwinum, zm. jesienią 194) – namiestnik Dacji, Syrii, senator, cesarz rzymski od kwietnia 193 do śmierci.

## Kariera
Pescenniusz Niger urodził się w rodzinie ekwitów między 135 a 140 w miejscowości Akwinum. Jako pierwszy członek rodziny około 180 roku wszedł do stanu senatorskiego. W 183 został namiestnikiem Dacji. Od 191 sprawował namiestnictwo Syrii. Wcześniej cesarz Kommodus mianował go konsulem pomocniczym (consul suffectus).

## Wojna o tron cesarski
Po zamordowaniu Pertynaksa, a później (1 lub 28 czerwca 193) jego następcy Didiusza Julianusa, Pescenniusz Niger został wybrany cesarzem w tym samym roku w kwietniu w Antiochii. O sukcesję walczył z Septymiuszem Sewerem. Pod zwierzchnictwem Nigra na wschodzie znajdowało się 9–10 legionów oraz bogate i ludne tereny. Natomiast Sewer dysponował 16–18 legionami. Do walki z nim Pescenniusz wysłał wojska pod wodzą Aselliusza Emiliana, namiestnika Azji, który dotarł do Bizancjum i zdołał obsadzić przeprawę przez Bosfor. Pod Peryntem udało mu się pokonać część oddziałów Sewera pod wodzą Lucjusza Fabiusza Kilo. Gdy jesienią 193 przybył z wojskami Septymiusz Sewer, jego wódz Kandydus pokonał Emiliana w bitwie pod Kyzikos. Sam Emilian zginął podczas ucieczki.
W styczniu 194 doszło do kolejnej bitwy pod Kios niedaleko Nicei, w której wojska Pescenniusza Nigra zostały pokonane przez wojska Septymiusza Sewera dowodzone przez Kandydusa. W efekcie tej bitwy Niger wycofał wojska z Azji Mniejszej, a w lutym 194 spod jego władzy oderwał się Egipt uznając Sewera.
We wrześniu 194 doszło do decydującej bitwy pod Issos, w której Niger poniósł klęskę i zginął w czasie ucieczki do Partów.
Po stronie Nigra opowiedziało się między innymi miasto Bizancjum, za co, po długim oblężeniu zakończonym w grudniu 195, zostało zniszczone przez zwycięzcę i przemianowane na kolonię. Również Antiochia za poparcie dla Nigra utraciła prawa miejskie i została włączona do terytorium Laodycei.
Represje zwycięskiego Septymiusza Sewera dotknęły wdowę i dorosłych synów Pescenniusza Nigra, którzy zostali skazani na wygnanie, a potem uśmierceni.